# 尼古拉·内亚戈耶
尼古拉·内亚戈耶（羅馬尼亞語：Nicolae Neagoe，1941年8月2日—2023年4月29日），罗马尼亚男子雪车运动员。他曾代表罗马尼亚参加1968年冬季奥林匹克运动会雪车比赛，联同扬·潘楚鲁获得男子双人铜牌。